# Danmarks Ligalandshold
Danmarks Ligalandshold eller Ligalandsholdet er et fodboldhold under Dansk Boldspil-Union (DBU), udvalgt blandt alle danske fodboldspillere til at repræsentere Danmark i venskabskampe mod andre nationale fodboldforbunds udvalgte hold. Ligalandshold virker i praksis som et B-landshold.